# تأييس التائبة
القديسة تأييس التائبة هي من الإسكندرية الرومانية في ولدت في القرن الرابع عاشت في الصحراء المصرية هي قديسة تائبة.

## سيرة القديسة
نشأت تائيس بالإسكندرية يتيمة الأب، وكانت والدتها غير حكيمة استغلت جمال ابنتها البارع فألحقتها بعمل في السوق العام لتكسب الكثير، خاصة وأن الفتاة كانت ذلقة اللسان لبقة الحديث. تعرفت على أغنياء المدينة الذين قدموا لها الكثير عند قدميها من أجل شهواتهم الدنسة، وهكذا اشتهرت تاييس كإحدى الساقطات، تفتح بيتها للأغنياء الأشرار.
لا يعرف بالضبط من هو القديس الذي ساهم في تحول القديسة لحياة التوبة حيث تم ذكر ثلاثة أسماء: و هم القديس بفنوتيوس (الأسقف طيبة)، القديس بيصاريون (تلميذ القديس أنطونيوس)، والقديس سيرابيون (أسقف الـدلتا). لكن معظم الاراء ترجح أن القديس بيصاريون هو من ساهم في تحول القديسة لحياة التوبة.

## مع القديس بيصاريون
إذ سمع عنها القديس بيصاريون أحد شيوخ برية شيهيت الكبار، وكيف صارت تاييس علة سقوط الكثيرين اشتاقت نفسه إلى خلاصها، فقدم صلوات كثيرة بدموعٍ ومطانياتٍ مع أصوامٍ من أجلها لكي ينتشلها الله من هذه الهوة. تخفى القديس بيصاريون وطلب مقابلتها، وإذ دخل حجرتها دار بينهما الحديث التالي:
القديس بيصاريون: ألا يوجد مكان أكثر عزلة أستطيع أن أحدثك فيه بحرية؟
القديسة تأييس التائبة: يوجد، لكن لا جدوى من الذهاب إليه، لأنك إن كنت تستحي من الناس فإنه في هذه الغرفة لا يرانا أحد، أما إذا كنت تخشى عين الله فليس عندي غرفة لا يراك فيها.

القديس بيصاريون: هل تعرفين أن الله موجود، وأنه توجد مكافأة للفضيلة ومجازاة عن الخطية؟ فإن كنتِ تعرفين انه يوجد حكم ودينونة، كيف تتسببين في هلاك كل هذه النفوس؟ لأنه من أجل هذه النفوس الكثيرة سيكون عقابك أكثر.
إذ شعرت تاييس بجدية الحديث، وتلامست مع نعمة الله الغنية، امتلأت خجلًا، ثم سقطت على الأرض لتنفجر في البكاء بلا توقف، وهي تقول:
«يا أبي، السماء هي التي أرسلتك. إني أعلم أنه توجد توبة للذين يخطئون. أريد أن أترك الحياة النجسة التي سلكت فيها منذ زمنٍ بعيد. أرجوك أن تساعدني على خلاص نفسي، وسأطيع أوامرك بكل دقة، ومهما قلت من أمرٍ سأفعله.»
علمت تاييس أن هذا الأب كان أحد خدام الله الذين عرفتهم في طفولتها المبكرة.

## صدق توبتها
تهللت نفس القديس بيصاريون جدًا إذ رآها صادقة في توبتها، واتفق معها على موضع يلتقيان فيه. انصرف الأنبا بيصاريون ومسحت تاييس دموعها، وأخذت تجمع ملابسها وكل أمتعتها، وجاءت بها إلى السوق في وسط المدينة وأشعلت فيها النيران، وهي تقول:
«تعالوا يا جميع رفاق السوء وانظروا، إني أحرق أمام أعينكم كل هداياكم وتذكاراتكم وكل ما جمعته في حياتي الشريرة.».
انطلقت إلى القديس بيصاريون ليرشدها، فأتى بها إلى بيت للعذارى حيث أخذت قلاية صغيرة كانت تتعبد فيها ليلًا ونهارًا بنسكٍ شديدٍ.

## مع الأنبا أنطونيوس
بعد ثلاث سنوات التقى القديس بيصاريون بالقديس أنبا أنطونيوس الكبير، وروى له قصة تاييس التائبة، وسأله إن كان الله قبل توبتها أم لا. طلب القديس أنبا أنطونيوس من بعض تلاميذه أن يصلوا لكي يكشف لهم الرب أمرها. وبالفعل رأى القديس بولس البسيط كأن كرسيًا مجيدًا لم يجلس عليه أحد بين كراسي القديسين، أمامه ثلاثة ملائكة يمسك كل منهما سراجًا وإكليلًا بهيًا ينزل عليه. إذ رأى القديس بولس ذلك قال: «هذا العرش لتاييس».
في الصباح انطلق القديس بولس يروى للقديس أنبا أنطونيوس رؤياه، وإذ سمعها الأنبا بيصاريون فرح جدًا واستأذن منصرفًا، ومضى إلى بيت العذارى ليخرج تاييس من قلايتها الصغيرة الحبيسة فيها، أما هي فبانسحاق ترجته أن يتركها فيها حتى يوم انتقالها.
لم تبقَ في القلاية سوى حوالي أسبوعين، حيث مرضت وأسلمت روحها في يديْ الله، وقد تركت لنا مثلًا حيًا لعمل الله الفائق في حياة الإنسان مهما كانت شروره ونجاساته.

## القديسة تأييس في المصادر

### في كتابات قديمة
وبحسب ما ورد عاش القديسة تأييس خلال القرن الرابع في مصر الرومانية. حيث أن قصتها مدرجة في سنكسار القديسين الخاص بـالكنيسة اليونانية. حيث ذكرت القصة الأولي، باللغة اليونانية، ربما أنها نشأت في القرن الخامس. تمت ترجمته إلى اللاتينية باسم Vita Thaisis [حياة القديسة تأييس] ترجمة الراهب دينويسوس أكسيجوس (دينويسيوس الذليل) خلال القرن السادس أو السابع. و القصة الثانية المذكورة فيها هذه القديسة مكتوبة باللاتينية في العصور الوسطى بـواسطة ماربود رين (الذي توفي عام 1123). يبدو أن القديسة تأييس تظهر في هذه الكتابات اليونانية التي تسمي بالشهداء استشهاد تأليف موريوليكوس وغريفين، ومع ذلك، ولا تظهر في كتابات الشهداء martyrologies المترجمة للاتينية. حيث تم جمع سير القديسين المتوحدين الذين سكنوا الصحراء بصفة عامة ونساك مصر بصفة خاصة، بما في ذلك القديسة تأييس، في كتاب Vitae Patrum (حياة آباء الصحراء).